# Нью-Сіті (Нью-Йорк)
Нью-Сіті (англ. New City) — переписна місцевість (CDP) в США, в окрузі Рокленд штату Нью-Йорк. Населення — 34 135 осіб (2020).

## Географія
Нью-Сіті розташований за координатами 41°9′11″ пн. ш. 73°59′25″ зх. д. / 41.15306° пн. ш. 73.99028° зх. д. (41.153076, -73.990253).  За даними Бюро перепису населення США в 2010 році переписна місцевість мала площу 42,41 км², з яких 40,36 км² — суходіл та 2,05 км² — водойми.

## Демографія
Згідно з переписом 2010 року, у переписній місцевості мешкало 33 559 осіб у 11 225 домогосподарствах у складі 9356 родин. Густота населення становила 791 особа/км².  Було 11498 помешкань (271/км²).
Расовий склад населення:
| - 78,7 % — білих - 10,3 % — азіатів - 6,4 % — чорних або афроамериканців - 0,2 % — корінних американців - 2,2 % — осіб інших рас |

До двох чи більше рас належало 2,2 %. Частка іспаномовних становила 9,0 % від усіх жителів.
За віковим діапазоном населення розподілялося таким чином: 24,2 % — особи молодші 18 років, 59,8 % — особи у віці 18—64 років, 16,0 % — особи у віці 65 років та старші. Медіана віку мешканця становила 44,1 року. На 100 осіб жіночої статі у переписній місцевості припадало 96,4 чоловіків;  на 100 жінок у віці від 18 років та старших — 93,0 чоловіків також старших 18 років.
Середній дохід на одне домашнє господарство  становив 145 336 доларів США (медіана — 119 528), а середній дохід на одну сім'ю — 160 227 доларів (медіана — 133 960). Медіана доходів становила 83 750 доларів для чоловіків та 64 009 доларів для жінок. За межею бідності перебувало 4,5 % осіб, у тому числі 4,9 % дітей у віці до 18 років та 6,2 % осіб у віці 65 років та старших.
Цивільне працевлаштоване населення становило 16 284 особи. Основні галузі зайнятості: освіта, охорона здоров'я та соціальна допомога — 34,5 %, науковці, спеціалісти, менеджери — 15,0 %, роздрібна торгівля — 9,5 %, фінанси, страхування та нерухомість — 7,4 %.